# Polynema brittanum
Polynema brittanum är en stekelart som beskrevs av Girault 1911. Polynema brittanum ingår i släktet Polynema och familjen dvärgsteklar.
Artens utbredningsområde är Sverige. Arten är reproducerande i Sverige. Inga underarter finns listade i Catalogue of Life.